# René Swette
René Swette (* 21. srpna 1988, Lustenau, Rakousko) je rakouský hokejový brankář hrající v týmu EC KAC v rakouské nejvyšší lize EBEL.

## Kariéra
Swette začínal svojí kariéru v mládežnických celcích klubu EHC Lustenau. Díky svým kvalitním výkonům v mladších kategoriích se rychle probojoval do pozice druhého brankáře Lustenau a už ve svých 17 letech nastupoval v 2. nejvyšší rakouské lize. Po dalších dvou úspěšných sezónách v této lize podepsal smlouvu s týmem EC KAC, který hrál rakouskou nejvyšší Erste Bank Eishockey Ligu. V sezóně 2008-09 chytal jako týmová dvojka za Hannesem Enzenhoferem, který se v polovině sezóny zranil o poté se Swette o odchytané zápasy střídal s Travisem Scottem. Dne 9. prosince 2008 si Swette připsal první čisté konto v EBEL, když pochytal všechny střely proti týmu Vienna Capitals. V sezóně 2009-10 už chytal jako jasná jednička týmu.

## Úspěchy

### Týmové úspěchy
- Stříbrná medaile na MSJ (D1|B) - 2007
- Stříbrná medaile na MSJ (D1|A) - 2008
- Člen mistrů Rakouska (EC KAC) - 2009

## Statistiky

### Klubové statistiky

#### Základní část
| Sezóna  | Tým                | Liga         | Z  | MIN  | GvPB | ChS | OG  | %ChS  | POG  | V  | P  | R | ČK | G | A | TM |
| ------- | ------------------ | ------------ | -- | ---- | ---- | --- | --- | ----- | ---- | -- | -- | - | -- | - | - | -- |
| 2003/04 | EHC Lustenau       | Nationalliga | 0  | 0    | 0    | 0   | 0   | 0.00  | 0.00 | 0  | 0  | 0 | 0  | 0 | 0 | 0  |
| 2004/05 | EHC Lustenau       | Nationalliga | 0  | 0    | 0    | 0   | 0   | 0.00  | 0.00 | 0  | 0  | 0 | 0  | 0 | 0 | 0  |
| 2004/05 | EHC Feldkirch 2000 | Oberliga     | 7  |      |      |     |     |       |      |    |    |   |    | 0 | 0 | 0  |
| 2004/05 | Feldkirch/Lustenau | U20          | 19 |      |      |     |     |       |      |    |    |   |    | 0 | 0 | 0  |
| 2005/06 | EHC Lustenau       | Nationalliga | 15 | 871  | 456  | 410 | 46  | 89.91 | 3.17 |    |    |   | 1  | 0 | 1 | 0  |
| 2005/06 | EHC Lustenau       | U20          | 13 |      |      |     |     |       |      |    |    |   |    | 0 | 2 | 14 |
| 2006/07 | EHC Lustenau       | Nationalliga | 31 | 1815 | 925  | 838 | 87  | 90.59 | 2.88 |    |    |   |    | 0 | 4 | 10 |
| 2007/08 | EHC Lustenau       | Nationalliga | 30 | 1774 | 964  | 864 | 100 | 89.63 | 3.38 | 22 | 8  | 0 | 3  | 0 | 1 | 0  |
| 2008/09 | EC KAC             | EBEL         | 21 | 1211 | 630  | 583 | 47  | 92.54 | 2.33 | 14 | 5  | 2 | 1  | 0 | 0 | 2  |
| 2009/10 | EC KAC             | EBEL         | 36 | 2019 | 1071 | 974 | 97  | 90.94 | 2.88 | 19 | 14 | 0 | 3  | 0 | 0 | 2  |
| 2010/11 | EC KAC             | EBEL         | 26 | 1511 | 813  | 733 | 80  | 90.16 | 3.18 | 13 | 9  | 3 | 1  | 0 | 0 | 6  |
| 2011/12 | EC KAC             | EBEL         | 25 | 1507 | 804  | 739 | 65  | 91.92 | 2.59 | 2  | 14 | 8 | 3  | 0 | 1 | 4  |
| 2012/13 | EC KAC             | EBEL         | 25 | 1457 | 824  | 764 | 60  | 92.72 | 2.47 | 15 | 8  | 1 | 1  | 0 | 1 | 2  |

#### Play-off
| Sezóna  | Tým          | Liga         | Z  | MIN | GvPB | ChS | OG | %ChS  | POG  | V  | P | R | ČK | G | A | TM |
| ------- | ------------ | ------------ | -- | --- | ---- | --- | -- | ----- | ---- | -- | - | - | -- | - | - | -- |
| 2005/06 | EHC Lustenau | Nationalliga | 12 | 730 | 387  | 349 | 38 | 90.18 | 3.12 | 8  | 4 | 0 | 0  | 0 | 0 | 0  |
| 2006/07 | EHC Lustenau | Nationalliga | 7  | 429 | 224  | 197 | 27 | 87.95 | 3.78 |    |   |   |    | 0 | 0 | 0  |
| 2007/08 | EHC Lustenau | Nationalliga | 7  | 430 | 233  | 207 | 26 | 88.84 | 3.63 | 4  | 3 | 0 | 0  | 0 | 0 | 0  |
| 2008/09 | EC KAC       | ÖEL          | 1  | 20  | 12   | 10  | 2  | 83.33 | 6.00 | 0  | 0 | 0 | 0  | 0 | 0 | 0  |
| 2010/11 | EC KAC       | EBEL         | 1  | 31  | 21   | 20  | 1  | 95.24 | 1.95 | 0  | 0 | 0 | 0  | 0 | 0 | 0  |
| 2012/13 | EC KAC       | EBEL         | 14 | 819 | 454  | 434 | 20 | 95.59 | 1.47 | 11 | 2 | 0 | 3  | 0 | 0 | 0  |

### Reprezentační statistiky
| Sezóna | Tým      | Akce        | Z | MIN | GvPB | ChS | OG | %ChS  | POG  | V | P | R | ČK | G | A | TM |
| ------ | -------- | ----------- | - | --- | ---- | --- | -- | ----- | ---- | - | - | - | -- | - | - | -- |
| 2007   | Rakousko | MSJ (D1)    | 5 | 264 | 122  | 110 | 12 | 90.16 | 2.73 | 3 | 2 | 0 | 0  | 0 | 0 | 0  |
| 2008   | Rakousko | MSJ (D1)    | 4 | 239 | 96   | 86  | 10 | 89.58 | 2.51 | 3 | 1 | 0 | 1  | 0 | 0 | 0  |
| 2009   | Rakousko | Polesie Cup | 1 | 60  | 28   | 24  | 4  | 85.71 | 4.00 | 0 | 1 | 0 | 0  | 0 | 0 | 0  |

Legenda
- Z - Odehrané zápasy (Zápasy)
- V - Počet vyhraných zápasů (Vítězství)
- P - Počet prohraných zápasů (Porážky)
- R/PVP - Počet remíz respektive porážek v prodloužení zápasů (Remízy/Porážky v prodloužení)
- MIN - Počet odchytaných minut (Minuty)
- OG - Počet obdržených branek (Obdržené góly)
- ČK - Počet vychytaných čistých kont (Čistá konta)
- POG - Počet obdržených branek (Počet obdržených gólů)
- G - Počet vstřelených branek (Góly)
- A - Počet přihrávek na branku (Asistence)
- ChS - Počet chycených střel (Chycené střely)
- %CHS - % chycených střel (% chycených střel)